# Wołosaty
Wołosaty ist der Name eines 27,8 km langen linken Zuflusses des San in der Woiwodschaft Karpatenvorland in Polen. Es handelt sich um den ersten größeren linken Zufluss des in seinem Oberlauf die Grenze zwischen Polen und der Ukraine bildenden San nach seinem Eintritt auf polnisches Gebiet.

## Geografie

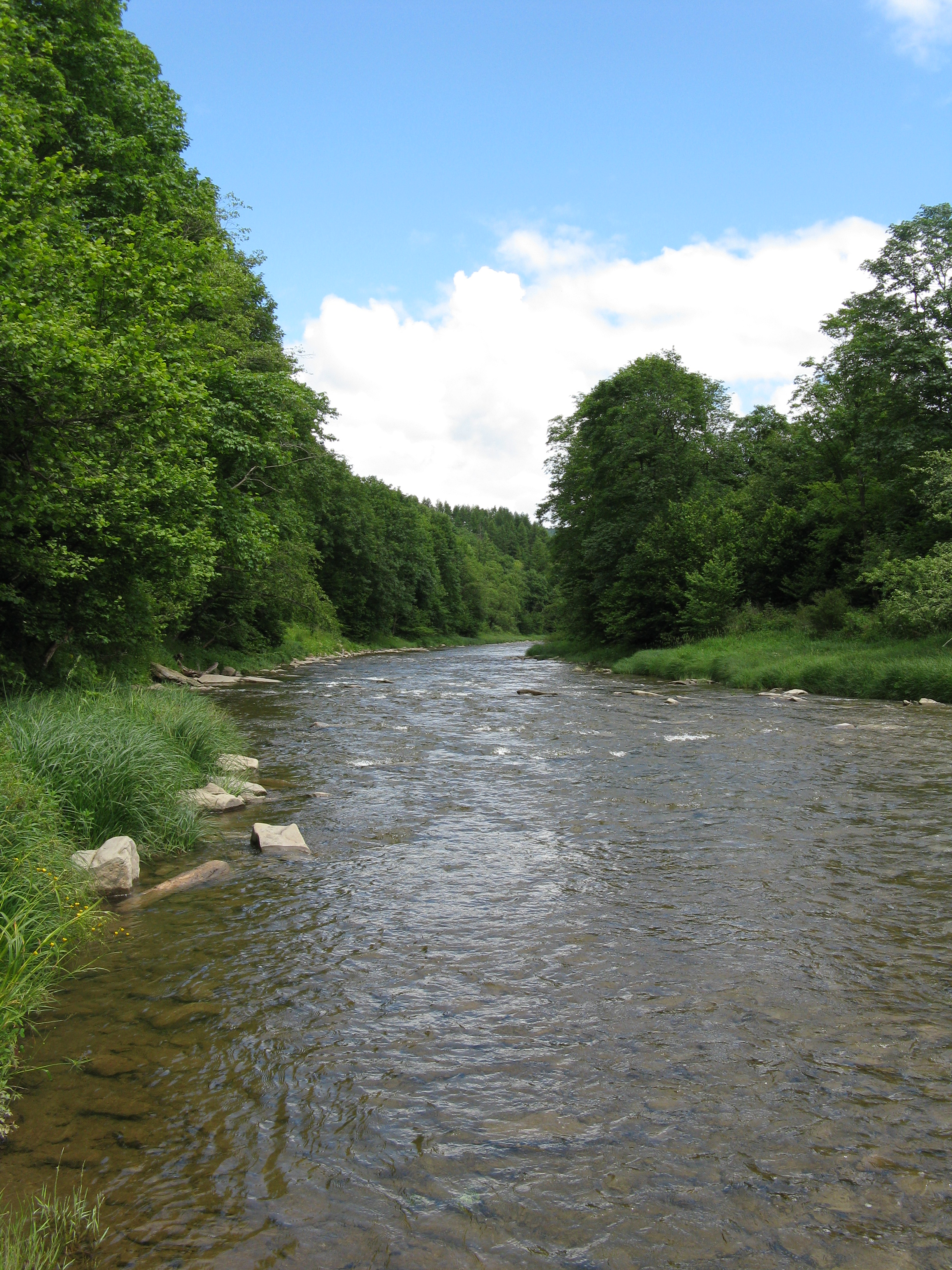
Der Fluss bei Pszczeliny

Der Fluss, der in seinem Oberlauf den Namen Wołosatka trägt, entspringt in dem weitgehend menschenleeren Bieszczady-Nationalpark (Bieszczadzki Park Narodowy) im Gebirge der Bieszczady im äußersten Südosten Polens an der Grenze zur Ukraine in der Nähe des Passes Przełęcz Bukowska unterhalb des 1.320 m hohen Bergs Kopa Bukowska auf einer Höhe von rund 1.140 m. Er fließt zunächst nach Westen, wendet sich dann nach Norden und durchfließt das Dorf Ustrzyki Górne (mit dem Sitz der Nationalparkverwaltung) und mündet bei dem Dorf Stuposiany in den San.
Das Einzugsgebiet wird mit  118,2 km² angegeben.